# PNDColours
PNDColours (conosciuto anche come Colours) è il secondo EP del cantante canadese PartyNextDoor, pubblicato il 3 dicembre 2014 per OVO Sound.
Il progetto, che presenta i rapper statunitensi Travis Scott e Cash Out come ospiti, è stato reso disponibile su SoundCloud.

## Tracce
Download digitale
Testi e musiche di Jahron Brathwaite, eccetto dove indicato.
1. Let's Get Married – 3:44 (musica: G. Ry, PartyNextDoor)
2. Girl from Oakland – 4:39
3. Juss Know (feat. Travis Scott) – 4:20 (testo: Jahron Brathwaite, Jacques Webster II)
4. Don't Worry (feat. Cash Out) – 3:52 (testo: Jahron Brathwaite, John-Michael Gibson – musica: Cardo, YeX)

## Formazione
Musicisti
- PartyNextDoor – voce, produzione
- Travis Scott – voce aggiuntiva (traccia 3)
- Cash Out – voce aggiuntiva (traccia 4)

Produzione
- Noel "Gadget" Campbell – missaggio
- G. Ry – produzione
- Cardo – produzione